# Edoardo De Albertis
Edoardo De Albertis (26 janvier 1874, Gênes - 12 juillet 1950, Gênes) est un sculpteur, peintre, illustrateur et décorateur important dans la scène génoise de la fin XIXe début XXe siècle. Né dans une famille aisée, il reçoit un important héritage culturel de la part de ses parents. La plupart de ses œuvres se trouvent au cimetière monumental de Staglieno. Un de ses bas-reliefs est exposé au Wolfsoniana, galerie d'art moderne de Nervi. Il réalise la coupe James Spensley destinée à l'équipe qui remporte le championnat italien de football lors de la saison 1904, laquelle est exposée au museo della storia del Genoa, via Al Porto Antico. Ce musée détient 43 de ses travaux.

## Biographie
Diplômé de l'Accademia ligustica di belle arti, il fréquente avant sa vingtaine le studio de Giovanni Scanzi qui deviendra par la suite son maître. Au début du XXe siècle, il fait partie des protagonistes de la scène culturelle génoise avec entre autres le peintre Plinio Nomellini et les poètes Edoardo Firpo et Ceccardo Roccatagliata Ceccardi avec qui il crée le gruppo di Albaro.
Parmi les exposants du courant qui signe le passage de floralisme à l'Art déco et au Novecento, De Albertis participe à de nombreuses expositions que ce soit en Italie ou à l'étranger. Il participe à sa première Biennale de Venise en 1901. Lors de la septième édition en 1907, il assume la direction avec Nomellini et Gaetano Previati de la salle « Arte del Sogno » (« Art du rêve »). En 1904, lors de l'exposition « Italian Exhibition Earl's Court » qui se déroule dans la chambre italienne de commerce, il présente la peinture « Autumn ». Seize ans plus tard, il participe à l'exposition internationale des Arts décoratifs et industriels modernes qui se tient à Paris en 1925 et y présente un bronze nommé « L'Autunno ».
Apportant son talent dans les nécropoles de Staglieno, il signe entre 1902 et 1935 plus d'une trentaine de monuments funéraires. Des exemples particulièrement notables de cette période artistique, la chapelle Volpi, terminée en 1911, la tombe Ammirato (1917) et les tombes Caprile et Scorza (respectivement 1924 et 1931). Il n'existe pas de certitudes concernant la plupart de ses œuvres dans le cimetière étant donné qu'elles ne furent pas toute signées ni datées et qu'aucun inventaire n'en avait été fait lors de leurs réalisations. Une estimation porte à trente six le nombre d'œuvres du sculpteur à travers l'un des plus grands cimetières d'Europe.
Au début des années 1930, il participe à la mise en place de l'arc de triomphe de la place de la victoire avec l'aide de Francesco Messina et d'Arturo Pazzi pour commémorer les victimes de la Première Guerre mondiale. Il s'occupa d'un crucifix qui se trouve dans la crypte du monument. Il est chargé en 1939 par la municipalité de Gênes de réaliser les décorations sculpturales de la « Viale delle Vittorie », partie de la Gare de Gênes-Brignole attenante à la place de la victoire d'où le Duce prononça un discours lors d'un de ses déplacements.
Il meurt le 12 juillet 1950 dans sa ville natale.

## Œuvres
- Autumn, peinture, 1904.
- Deucalione e Pirra, sculpture, 1906.
- Hyades, bronze, 1914.
- L'autunno, bronze, 1925.

## Galerie
| - Piazza della Vittoria, Gênes. - Maternità. - Garde de l'épée de l'amiral Luigi Rizzo. |

### Cimetière Staglieno
| - Tombe Ammirato. - Tombe Salvetti. - Caveau de la famille Scorza. |

## Référence
(it) Cet article est partiellement ou en totalité issu de la page de Wikipédia en italien intitulée « Edoardo De Albertis » (voir la liste des auteurs).
1. 1 2 3 4 5 6 7  (it) « DE ALBERTIS, Edoardo in "Dizionario Biografico" », sur www.treccani.it (consulté le 7 août 2021)